# Nonglard
Nonglard est une commune française située dans le département de la Haute-Savoie, en région Auvergne-Rhône-Alpes.

## Géographie
La commune est délimitée au nord par la commune de Sillingy, à l'est par Poisy, au Sud par Lovagny et à l'ouest par Vaulx. La commune est située à une dizaine de kilomètres à l'ouest de l'agglomération d'Annecy. Elle se situe à 3 km de Lovagny et de ses Gorges du Fier.
Dans les écrits anciens[Lesquels ?], datant de 1860, la commune de Nonglard était mentionnée avec sept hameaux formant la trame de l'habitat : 
- hameau de l'Église, ou Chef-lieu ;
- hameau de Monthoux ;
- hameau de chez Cruz ;
- hameau de la Fontaine ;
- hameau de Chez Collomb ;
- hameau de la Ville ;
- hameau de chez Dupraz.

Le hameau de la Fontaine semblait concerner les trois maisons proches du « bassin » de la ville, où est installée actuellement la station de pompage.[évasif]
À l'exception de celle du hameau de la Fontaine, ces désignations se retrouvent encore aujourd'hui. Lors de la dénomination des rues, elles ont servi d'ossature dans la signalétique de la commune.

## Urbanisme

### Typologie
Au 1er janvier 2024, Nonglard est catégorisée commune rurale à habitat dispersé, selon la nouvelle grille communale de densité à sept niveaux définie par l'Insee en 2022.
Elle est située hors unité urbaine. Par ailleurs la commune fait partie de l'aire d'attraction d'Annecy, dont elle est une commune de la couronne,. Cette aire, qui regroupe 79 communes, est catégorisée dans les aires de 200 000 à moins de 700 000 habitants,.

### Occupation des sols
L'occupation des sols de la commune, telle qu'elle ressort de la base de données européenne d’occupation biophysique des sols Corine Land Cover (CLC), est marquée par l'importance des territoires agricoles (55,8 % en 2018), une proportion sensiblement équivalente à celle de 1990 (55,4 %). La répartition détaillée en 2018 est la suivante : 
forêts (31,8 %), prairies (28,8 %), terres arables (24 %), zones urbanisées (12,4 %), zones agricoles hétérogènes (3,1 %).
L'IGN met par ailleurs à disposition un outil en ligne permettant de comparer l’évolution dans le temps de l’occupation des sols de la commune (ou de territoires à des échelles différentes). Plusieurs époques sont accessibles sous forme de cartes ou photos aériennes : la carte de Cassini (XVIIIe siècle), la carte d'état-major (1820-1866) et la période actuelle (1950 à aujourd'hui).

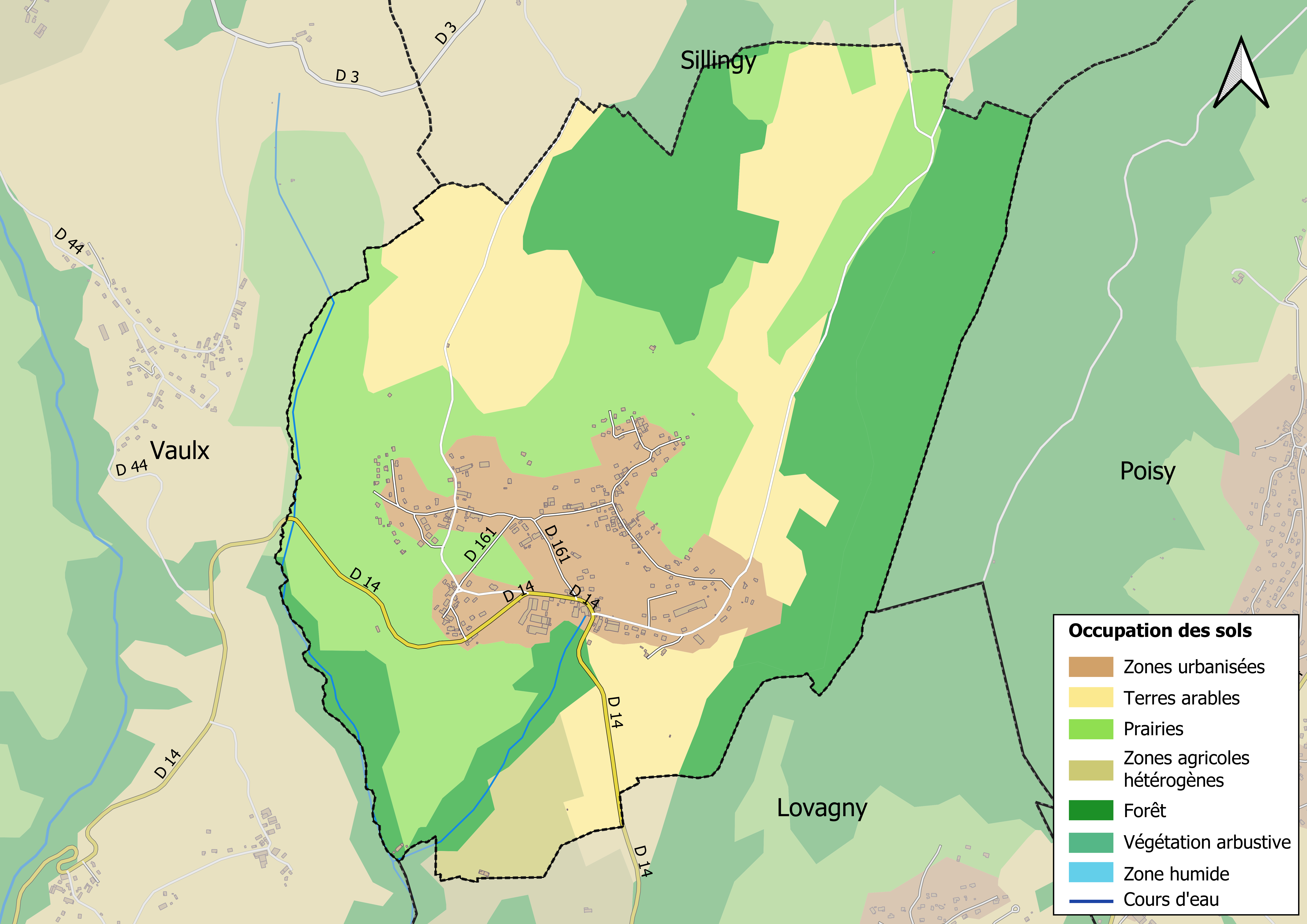
Carte des infrastructures et de l'occupation des sols en 2018 (CLC) de la commune.
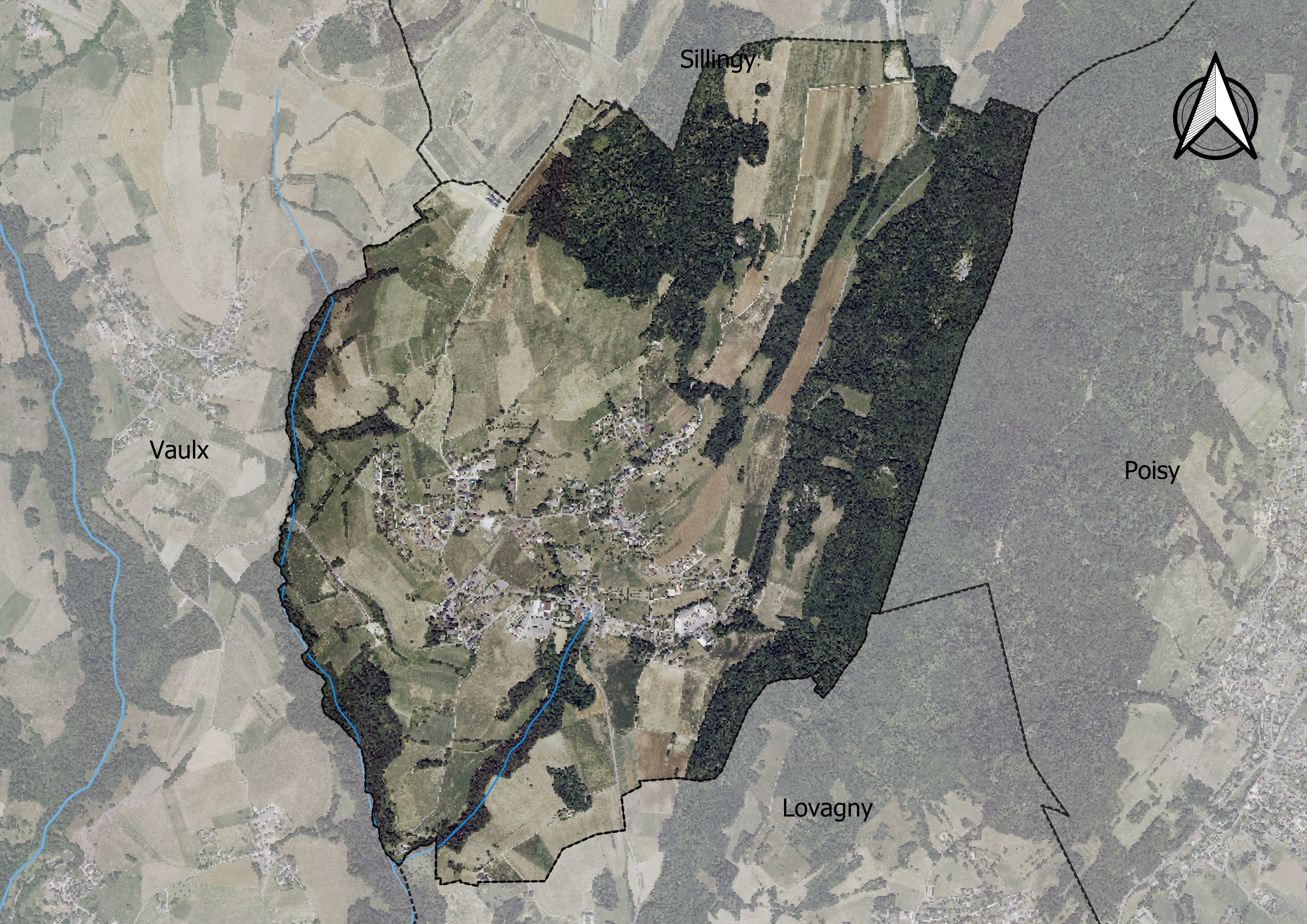
Carte orthophotogrammétrique de la commune.

## Toponymie
Nonglard est un toponyme est dérivé du mot latin ungula qui désigne une « serre, griffe, sabot, ongle ». Le lieu est donc celui où l'on fait de l'élevage, là où le sol est marqué par le bétail. La Revue savoisienne indique également que le nom dérive de ungula, désignant un « sabot d' herbivore », et qu'au Moyen Âge le toponyme pourrait « avoir désigné certaines terres à pâture ».
L'évolution de la mention de la commune ou de la paroisse donne : Campis seu unglis en 739 dans le testament d'Abbon, loco qui dicitur Ongulos en 945 dans la chartes de Cluny, puis Onglaz en 1141, Anonglaz en 1178, Cura de Nunglar vers 1344, Nuglaz et Nunglard au XIVe siècle, Nonglaz en 1436.
En francoprovençal, le nom de la commune s'écrit Nonglyâ (graphie de Conflans) ou Nongllârd (ORB).
Ses habitants sont appelés les Nonglardiens et Nonglardiennes.

## Politique et administration

### Situation administrative
La commune de Nonglard appartient au canton d'Annecy-1, qui compte, selon le redécoupage cantonal de 2014, 9 communes et une fraction de la ville d'Annecy. Avant ce redécoupage, elle appartenait au canton d’Annecy-Nord-Ouest.
Elle fait partie de la communauté de communes de Fier et des Usses (CCFU) qui regroupe six autres communes, Sillingy, La Balme-de-Sillingy, Lovagny, Mésigny, Choisy et Sallenôves. Initialement, les six communes rurales du canton d’Annecy-Nord-Ouest forme en 1992 un EPCI autour du territoire du Fier et des Usses, qui évolue en 2002 en communauté de communes, que la commune de Sallenôves rejoint.
Nonglard relève de l'arrondissement d'Annecy et de la première circonscription de la Haute-Savoie, dont le député est Bernard Accoyer (UMP) depuis les élections de 2012.

### Liste des maires successifs
| Nom                          | Etiquette | Période Début - Fin |
| ---------------------------- | --------- | ------------------- |
| Poncet Marin                 | --        | 1870-1871           |
| Folliet Michel               | --        | 1871-1880           |
| Dunoyer Pierre -joseph       | --        | 1880-1884           |
| Folliet Michel               | --        | 1884-1888           |
| Dunoyer Pierre-Joseph        | --        | 1888-1892           |
| Grobert Jean-Marie           | --        | 1892-1912           |
| Folliet Jean                 | --        | 1912-1917           |
| Viviant Jean-Marie dit Angel | --        | 1919-1925           |
| Cordia Marie                 | --        | 1925-1930           |
| Dunoyer Joseph               | --        | 1930-1953           |
| Pochat André                 | --        | 1953-1970           |
| Poncet Albert                | --        | 1970-1971           |
| Brunot Alphonse              | --        | 1971-1983           |
| Pothain Jean-Pierre          | --        | 1981- 1992          |
| Carlioz Bernard              | --        | 1992 - 2008         |
| Labaz Eric                   | --        | 2008 - 2014         |
| Guitton Christophe           | --        | 2014 -              |

## Démographie
L'évolution du nombre d'habitants est connue à travers les recensements de la population effectués dans la commune depuis 1793. Pour les communes de moins de 10 000 habitants, une enquête de recensement portant sur toute la population est réalisée tous les cinq ans, les populations de référence des années intermédiaires étant quant à elles estimées par interpolation ou extrapolation. Pour la commune, le premier recensement exhaustif entrant dans le cadre du nouveau dispositif a été réalisé en 2006.

En 2022, la commune comptait 735 habitants, en évolution de +14,13 % par rapport à 2016 (Haute-Savoie : +6,01 %, France hors Mayotte : +2,11 %).
| 1793 | 1800 | 1806 | 1822 | 1838 | 1848 | 1858 | 1861 | 1866 |
| ---- | ---- | ---- | ---- | ---- | ---- | ---- | ---- | ---- |
| 296  | 283  | 290  | 280  | 408  | 418  | 412  | 411  | 435  |

| 1872 | 1876 | 1881 | 1886 | 1891 | 1896 | 1901 | 1906 | 1911 |
| ---- | ---- | ---- | ---- | ---- | ---- | ---- | ---- | ---- |
| 413  | 434  | 409  | 400  | 402  | 393  | 389  | 333  | 324  |

| 1921 | 1926 | 1931 | 1936 | 1946 | 1954 | 1962 | 1968 | 1975 |
| ---- | ---- | ---- | ---- | ---- | ---- | ---- | ---- | ---- |
| 263  | 271  | 260  | 232  | 244  | 231  | 224  | 208  | 240  |

| 1982 | 1990 | 1999 | 2006 | 2011 | 2016 | 2021 | 2022 | - |
| ---- | ---- | ---- | ---- | ---- | ---- | ---- | ---- | - |
| 313  | 391  | 471  | 485  | 502  | 644  | 730  | 735  | - |

## Culture et patrimoine locale

### Lieux et monuments
L'église Saint-Victor-et-Saint-Ours, sur les vestiges de l'ancienne église datant du XVIIe siècle, le bâtiment a connu son aspect actuel depuis environ 1860.

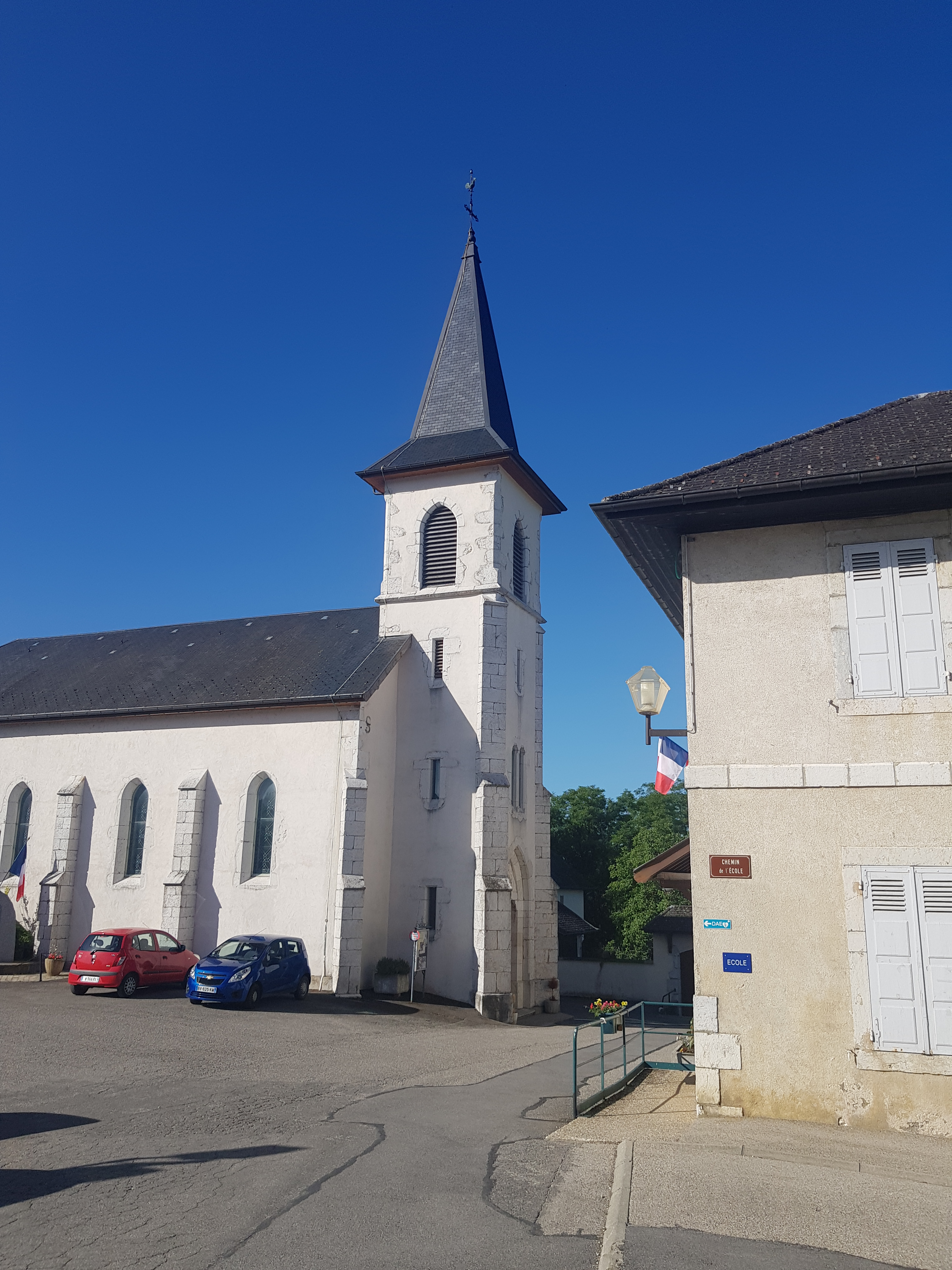
Eglise de Nonglard

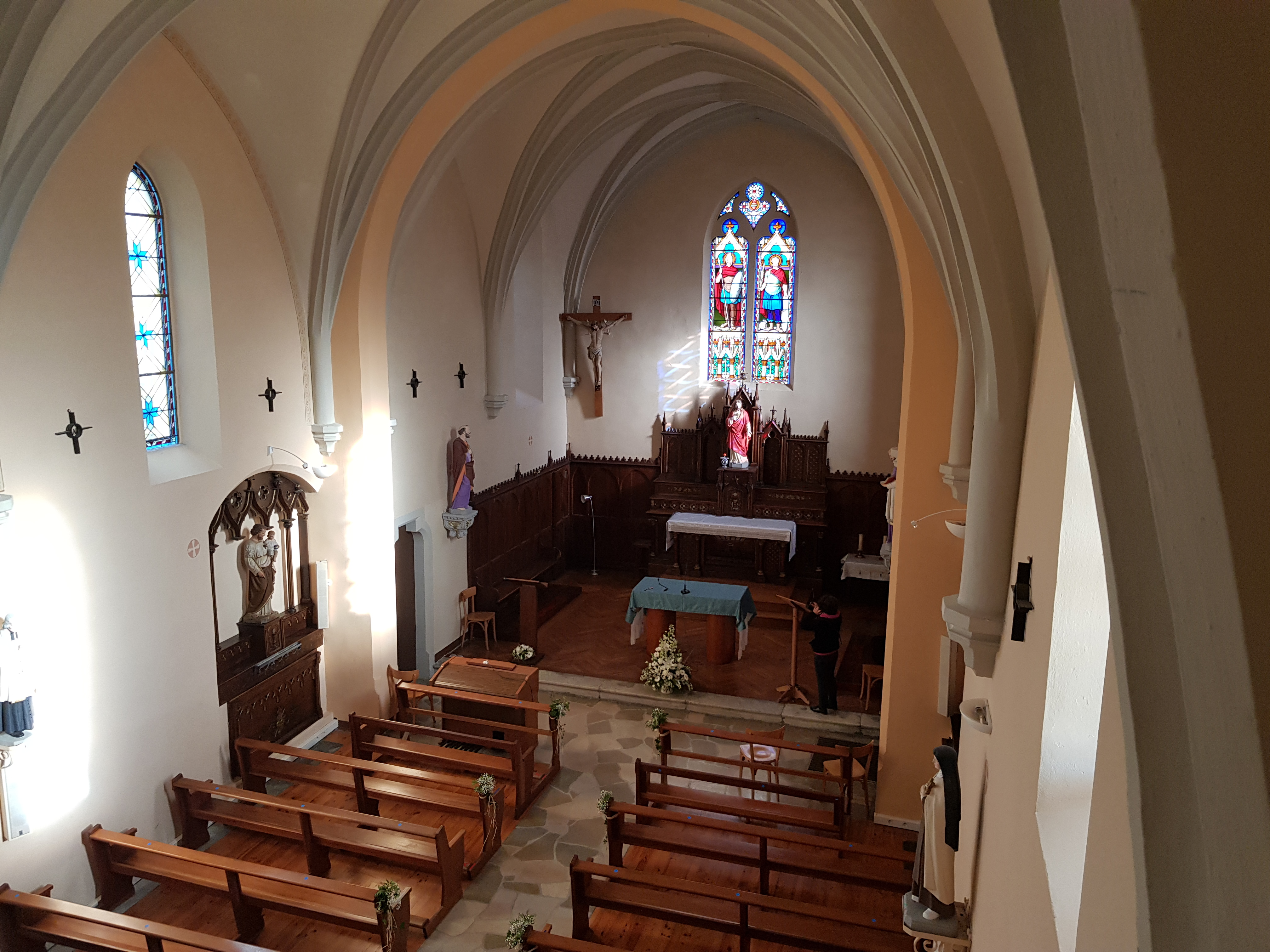
Intérieur de l'église

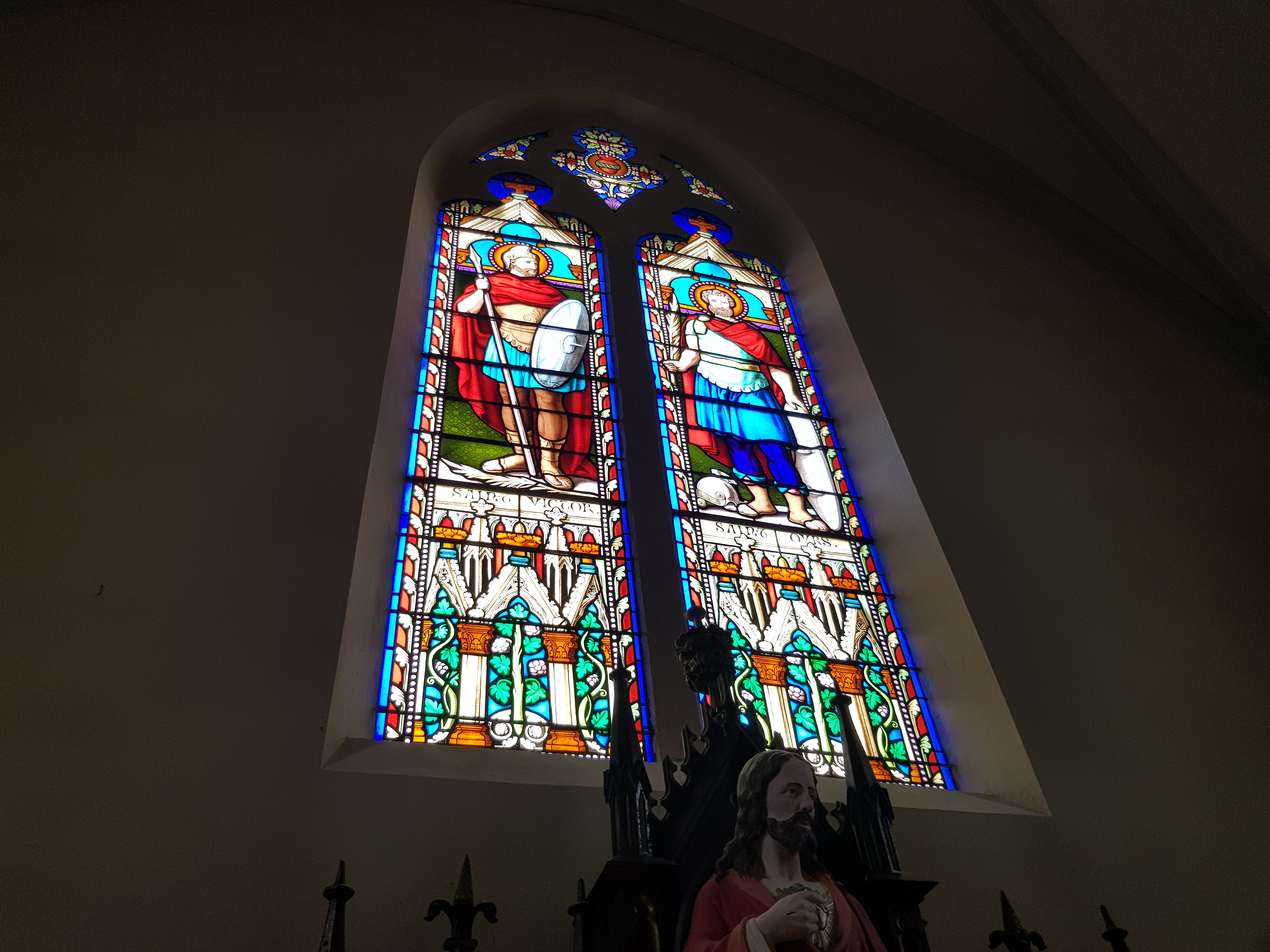
St Victor et St Ours Vitraux Eglise

Une construction unique dans la région fait face à l'ensemble de ces bâtiments « le monument », ou « la lanterne des morts »  Inscrit MH (1964). D'une hauteur de 4 m, surmonté d'une croix métallique, cet édifice servait à allumer des fanaux dans chacune des quatre lucarnes, en souvenir des morts. Elle a été rénovée en 1996.

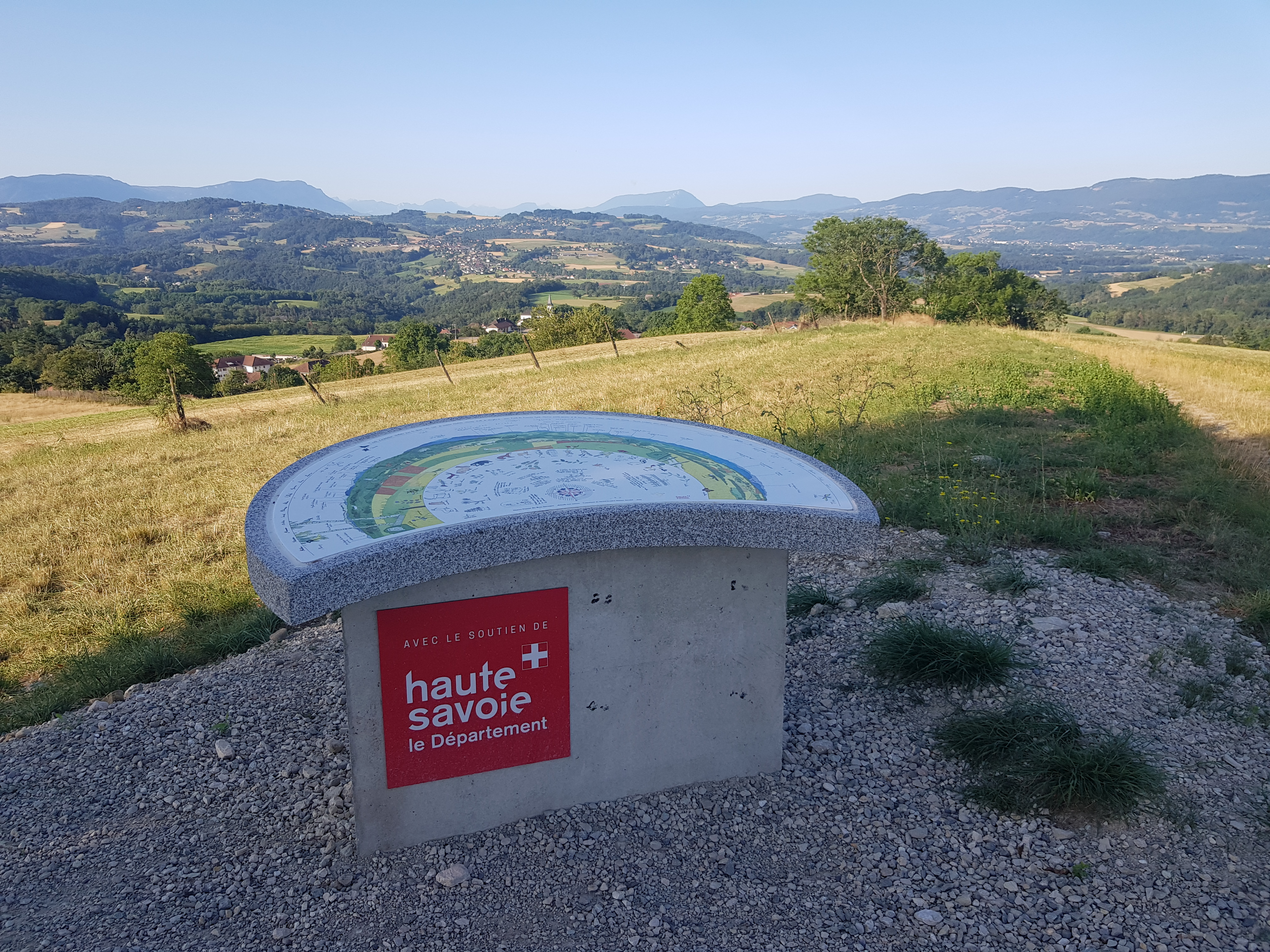
Table d'orientation de ND de Bon Secours

Table d'orientation. Installée et inaugurée en juin 2023, elle est un belvédère sur l'Albanais, avec une vue panoramique sur les Aravis, les Bauges, la Chartreuse et le Bugey. Réalisée par les enfants de l'école de Nonglard, elle a été inaugurée le 17 juin 2023.